# Vergadercentrum
Een vergadercentrum is een gelegenheid waar onder meer bedrijven en (overheids)instellingen kunnen vergaderen en andere bijeenkomsten kunnen houden. Zij onderscheidt zich van een congrescentrum door de omvang: congressen zijn grootschalige bijeenkomsten, een vergadercentrum richt zich op kleinere evenementen. Daarnaast is een vergadercentrum in de meeste gevallen -althans van oorsprong- een nevenactiviteit.
Waar feestelijke bijeenkomsten van oudsher al extern werden georganiseerd, is buitenshuis vergaderen een ontwikkeling die in Nederland in de jaren 80 en 90 van de twintigste eeuw is opgekomen. In een vergadercentrum worden vaak ook cursussen en (eendaagse) trainingen verzorgd en is er gelegenheid voor sociale activiteiten. Wettelijke verplichtingen, zoals de regeling rond de bedrijfshulpverlening, hebben bij die ontwikkeling een (bescheiden) rol gespeeld. Het economische belang dat met dit soort activiteiten is gemoeid, heeft ervoor gezorgd dat bedrijven zich op deze markt hebben begeven. Zo kan men voor vergaderingen en andere bijeenkomsten terecht in bijvoorbeeld een theater, een attractiepark, een voetbalstadion of een schip.
Toch zijn er ook vergadercentra met een langere historie, soms verbonden aan bepaalde organisaties. Voorbeelden daarvan zijn De Baak, het opleidingscentrum van de VNO-NCW en instanties waar een religieuze retraite kan worden gehouden. Sommige locaties die zich richten op werkweken van scholen, kunnen ook als vergadercentrum worden aangemerkt.
Vanwege de noodzaak van catering vindt men vergadercentra vaak bij gelegenheden die daar al in konden voorzien, zoals hotels, restaurants en partycentra. Toch zijn er ook gelegenheden die alleen de locatie verhuren, waarbij gebruikgemaakt wordt van een externe cateraar.
Bedrijven die actief zijn op de markt van de beurzen en andere grootschalige evenementen, hebben zich vanwege die schaal eerder tot congrescentrum, dan als vergadercentrum ontwikkeld. Hetzelfde geldt sommige voor grote(re) hotels.

## Locaties
Enkele voorbeelden van gelegenheden die een vergadercentrum als (neven)activiteit hebben:

### België
- Brussels Expo in Brussel
- Nekkerhal- Expo Brussels North in Mechelen
- Kelders van Cureghem in Brussel
- Flanders Expo in Gent
- Antwerp Expo in Antwerpen
- Boudewijn Seapark in Zeebrugge
- Plopsaland theater in De Panne
- Mons Expo in Mons
- Kortrijk Xpo in Kortrijk
- Waasland-Expo in Temse
- Squares in Brussel
- Centre du Congres in Mons
- Elisabethzaal in Antwerpen
- Brabanthal in Leuven
- Kinepolis in Antwerpen
- Kinepolis in Brussel
- Kinepolis in Brugge
- Bau-Huis in Sint-Niklaas
- Kinepolis in Gent
- Hotel Serwir in Sint-Niklaas
- Van Der Valk Hotels in Beveren
- SheratonRogierplein in Brussel
- The Hotel in Brussel
- Radisson Blu Astrid in Antwerpen
- B-Mine in Beverlo
- Beursgebouw in Brussel
- Karel De Grote-gebouw in Brussel
- Sint-Gorikshallen in Brussel
- Virginie Lovelinggebouw (auditorium) in Gent
- Casino in Blankenberge
- Casino-Kursaal in Oostende
- Casino in Knokke
- Tour & Taxis in Brussel
- C-Mine in Genk
- Alfacam Media Center in Schelle
- Park H in Hasselt
- Thermae Palace in Oostende
- Roeselare Expo in Roeselare
- Beurshalle in Brugge

### Nederland
- RAI in Amsterdam
- De Buitensociëteit in Zwolle
- CineMec in Ede en Utrecht
- De Doelen in Rotterdam
- Het Evoluon in Eindhoven
- Hotel Huis ter Duin in Noordwijk
- De Jaarbeurs in Utrecht
- De Koningshof in Veldhoven
- De Leeuwenhorst in Noordwijkerhout
- Het Maastrichts Expositie en Congres Centrum (MECC)
- MartiniPlaza in Groningen
- De Meervaart in Amsterdam
- De Reehorst in Ede
- De Vereeniging in Nijmegen
- World Forum in Den Haag
- De Hotels van Oranje in Noordwijk
- Papendal in Arnhem